# Тонконогий стрибунець
Тонконогий стрибунець (Afrixalus quadrivittatus) — вид земноводних з роду Afrixalus родини Жаби-стрибунці. Інша назва «чотирисмугий стрибунець».

## Опис
Загальна довжина досягає 5 см. Голова дещо сплощена. Надочні дуги підняті. Морда коротка, загострена. Очі великі з вертикальними ромбічними зіницями. Тулуб кремезний. Кінцівки тонкі, проте доволі розвинені. Завдяки їм ця амфібія здатна здійснювати стрибку до 10,3 м. Забарвлення коричневе різних відтінків. По спині проходить дві широкі білі або бежеві смуги, а також є також смуги з боків.

## Спосіб життя
Полюбляє високі чагарники, тропічні та субтропічні дощові ліси. Веде деревний спосіб життя. Активний вночі. Живиться дрібними безхребетними та їх личинками.
Це яйцекладне земноводне. Самиця відкладає до 100 яєць у листя, що знаходяться над водою. після появи пуголовки потрапляють у воду, де проходять метаморфоз.

## Розповсюдження
Мешкає від Ефіопії до Танзанії (на півдні) та Нігерії, Республіки Конго та Демократичної Республіки Конго (на заході).